# Dennis Endras
Dennis Endras (* 14. července 1985, Immenstadt) je německý hokejový brankář.

## Hokejová kariéra
Endrasova kariéra začala sezónou 2003/04 v týmu EHC Bayreuth v Oberlize, třetiligovou soutěží v Německu. O rok později hrál svou debutovou sezónu za tým Augsburger Panther v lize DEL. Přes tři roky strávil v lize DEL a v druholigové Bundeslize za EV Landsberg, Ravensburg Tower Stars a Frankfurt Lions.

### Mezinárodní soutěž
Jako prvním mezinárodním šampionátem bylo pro něj Mistrovství světa 2009. V roce 2010 byl vybrán jako brankářská jednička na Zimní olympijské hry 2010. Jeho zatím posledním mezinárodním šampionátem je MS 2010. Zde patřil k oporám svého týmu a stal se nejlepším brankářem a nejužitečnějším hráčem turnaje.